# François-Joseph Gossec
François-Joseph Gossec (il nome originale era François-Joseph Gossé) (Vergnies, 17 gennaio 1734 – Passy, 16 febbraio 1829) è stato un compositore e violinista francese.

## Biografia
Nato nel 1734 durante il regno di Luigi XV a Vergnies, enclave francese all'interno del territorio belga sotto il dominio austriaco, François-Joseph Gossec era di due anni più giovane di Haydn, e durante la sua lunga vita ebbe modo di conoscere numerosi compositori, fra cui Mozart, di cui fu amico. Tra i suoi allievi, annoveriamo Auguste Mathieu Panseron.
Fu protetto da Rameau, passò successivamente al servizio del principe di Conti e poi del principe di Condé.
Fondò il Concert des Amateurs nel 1770, e nel 1784 l’Ecole royale de chant, divenuta poi il Conservatorio di Parigi.
La Festa dell'Essere Supremo dell'8 giugno 1794, che doveva marcare l'apogeo di Robespierre, fu messa in scena da David con delle composizioni musicali di Gossec.
Fu iniziato in Massoneria nella Loggia La Réunion de Arts di Parigi. 
Morì a Passy, antico comune oggi parte del XVI arrondissement di Parigi.
Il compositore e musicologo belga Edouard Gregoir ha scritto importanti opere biografiche su di lui.

## Composizioni

### Composizioni per orchestra
- Sei sinfonie a più strumenti op. 4 (1759)
- Sei sinfonie a più strumenti op. 5 (1761)
- Sei sinfonie op. 6 (1762)
- Sei sinfonie à grand orchestre op. 12 (1769)
- Due sinfonie (1773)
- Sinfonia n. 1 (1771-1774)
- Sinfonia n. 2 (c. 1771-1774)
- Sinfonia in fa maggiore (1774)
- Sinfonia de chasse (1776)
- Sinfonia in re (1776)
- Sinfonia in re (1777)
- Sinfonia concertante in fa maggiore n. 2, à plusieurs instruments (1778)
- Sinfonia in do maggiore per orchestra di fiati (1794)
- Sinfonia a 17 parti in fa maggiore (1809)

### Musica da camera
- Sei sonate a due violini e basso op. 1 (c. 1753)
- Sei quartetti per flauto e violino o sia per due violini, alto e basso op. 14 (1769)
- Sei quartetti per due violini, viola e basso op. 15 (1772)

### Musica vocale e corale
- Messe des morts (Requiem) (1760)
- La Nativité, oratorio (1774)
- Te Deum (1779)
- Te Deum à la Fête de la Fédération per tre voci, coro maschile ed orchestra di fiati (1790)
- Hymne sur la translation du corps de Voltaire au Panthéon per tre voci, coro maschile ed orchestra di fiati (1791)
- Le Chant du 14 juillet (Marie-Joseph Chénier) per tre voci, coro maschile ed orchestra di fiati (1791)
- Dernière messe des vivants, per quattro voci, coro e orchestra (1813)

### Opere
- Le Tonnelier, opéra comique (1765)
- Le Faux Lord, opéra comique (1765)
- Les pêcheurs, opéra comique in 1 atto (1766)
- Toinon et Toinette, opéra comique (1767)
- Le Double Déguisement, opéra comique (1767)
- Les Agréments d'Hylas et Sylvie, pastorale (1768)
- Sabinus, tragédie lyrique (1773) nella Reggia di Versailles
- Berthe, opera (1775, perduta)
- Alexis et Daphné, pastorale (1775 all'Académie Royale de Musique di Parigi con Rosalie Levasseur)
- Philémon et Baucis, pastorale (1775)
- La Fête de village, intermezzo (1778 all'Académie Royale de Musique di Parigi)
- Thésée, tragédie lyrique (1782 all'Académie Royale de Musique di Parigi)
- Nitocris, opera (1783)
- Rosine, ou L'Épouse abandonnée, opera (1786 all'Académie Royale de Musique di Parigi)
- Le triomphe de la République, ou Le camp de Grandpré, divertissement-lyrique in 1 atto, (Chénier) (1794)
- Les Sabots et le cersier, opera (1803)